# 加蓬服務航空
加蓬服務航空（Air Service Gabon）是一家位於加蓬利伯維爾的航空公司。成立於1965年及提供定期或包機的客運航班於西非。其樞紐機場為利伯維爾國際機場。加蓬服務航空被欧盟列入《被禁止進入歐盟成員國之航空公司》中。

## 航点
加蓬服務航空航点情况如下（2009年3月）：
- 喀麥隆
  - 杜阿拉（杜阿拉國際機場）
- 加蓬
  - 弗朗斯維爾（弗朗斯維爾機場（英语：M'Vengue El Hadj Omar Bongo Ondimba International Airport））
  - 崗巴（崗巴機場）
  - 庫拉穆圖（Koula Moutou Airport）
  - 利伯維爾（利伯維爾國際機場）
  - 馬科庫（馬科庫機場）
  - 穆伊拉（穆伊拉機場）
  - 奧耶姆（Oyem Airport）
  - 讓蒂爾港（讓蒂爾港國際機場）
- 剛果
  - 布拉柴維爾（布拉柴維爾機場）
  - 黑角（黑角機場）
- 聖多美和普林西比
  - 聖多美（聖多美國際機場）

## 機隊
加蓬服務航空有以下機隊（2009年3月24日）：
- 2架龐巴迪 CRJ100
- 4架龐巴迪 Dash 8-100
- 1架龐巴迪 Dash 8-300

在2008年11月4日，加蓬服務航空平均機齡是12.3歲（（页面存档备份，存于））。

## 外部連結
- 加蓬服務航空（页面存档备份，存于）
- 加蓬服務航空機隊